# Ллойд, Джон Ури
Джон Ури Ллойд (англ. John Uri Lloyd, 19 апреля 1849 года — 9 апреля 1936 года) — американский химик, фармаколог и романист.

## Биография
Джон Ури Ллойд родился 19 апреля 1849 года в тауншипе Уэст-Блумфилд, Нью-Йорк. Когда ему было 4 года, семья переехала в Питерсберг, округ Бун, Кентукки, где его отец, Нельсон Марвин, занимался описью земель и вместе с матерью, Софией Ллойд, преподавал. Джон Ллойд учился в местных частных школах Питерсберга, Берлингтона и Флоренса. В 14 лет он был отдан на обучение аптекарю Уильяму Гордону в Цинциннати, а в 16 лет был нанят Джорджем Эгером в качестве аптекаря. В 1871 году Ллойд стал управляющим лаборатории H.M.Merrel.

### Научная карьера и библиотека Ллойдов
Библиотека Ллойдов начала свою работу в 1864 году и состояла из личной коллекции Джона Ллойда, как студента-фармацевта. Джон Ллойд занимался эклектичной медициной и коллоидной химией. В 1870-е годы он начал синтезировать лекарства для врачей-эклектиков. Затем вместе со своим братом Нельсоном основал компанию Lloyd Brothers Pharmacists, Inc. Для своих исследований Джон регулярно покупал книги по фармакологии и медицинской ботанике. С успешным развитием предприятия, росла и библиотека. В 1886 году к управлению компанией присоединился другой брат Джона, Кёртис, он также добавил в библиотеку брата свою коллекцию книг по ботанике и микологии. Джон и Кёртис начали совершать поездки в Европу за наиболее редкими томами. Библиотека переросла здание, которое было куплено в 1891 году. И в 1907 году было построено новое. Научная библиотека Ллойдов в Цинциннати содержит более чем 35 000 томов по химии и медицине.
Джон Ллойд проводил исследования проблемы воздействия тепла на растительные препараты во время процесса перколяции, из-за которого уменьшались полезные свойства экстрактов. В 1888—1889 годах он опубликовал несколько статей об этом вопросе и предложил «холодный метод», который затем запатентовал в декабре 1904 года. Экстрактор на основе этого метода использовался в производстве лекарств с 1909 года по 1975 год. Джон и Кёртис были авторами 8 научных книг, включая «Медицинскую химию» (1881 год), «Лекарства Северной Америки» (1884 год).

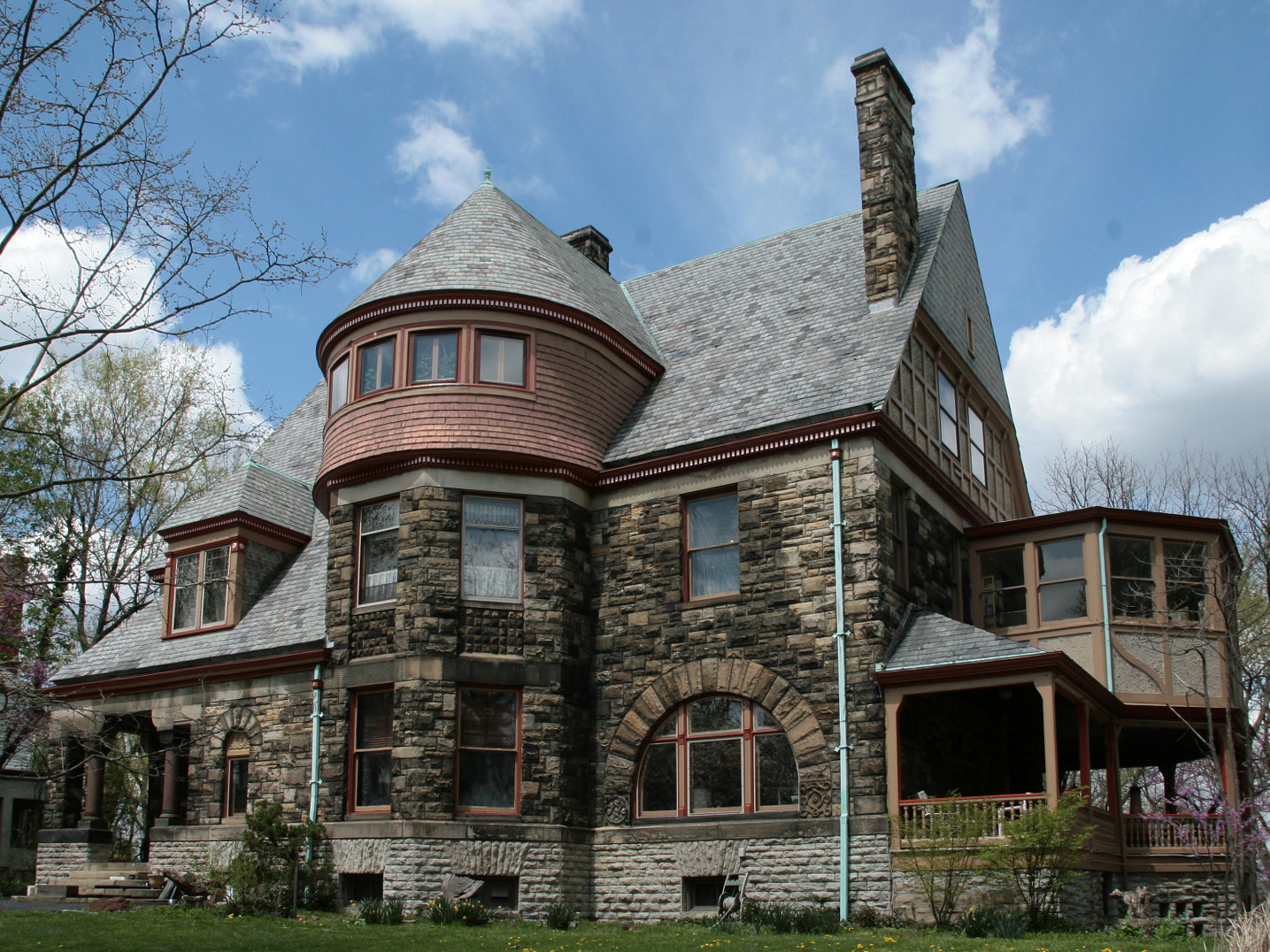
Дом Джона Ури Ллойда в Цинциннати

Джон Ллойд был известен не только как химик и медик, но и как писатель. Его первый роман «Etidorhpa» (1895 год) переведён на семь языков и иногда считается классикой научной фантастики. В романе виден интерес автора к фольклору, предрассудкам и диалектам северного Кентукки. Всего Ллойд написал восемь романов.

## Семья
В 1876 году Ллойд женился Аделаиде Медер, она скончалась через 10 дней после замужества. В 1880 году он женился на Эмме Рус из Критендена. У пары было трое детей: Анни, Джон Томас и Дороти. Джон Ллоид умер в 1936 году в Ван-Найсе, Калифорния.